# Obock (cidade)
Obock é uma cidade portuária ao leste da costa norte do golfo de Tadjoura em Djbuti. No ano de 2012 possuía uma população de 21.200 habitantes, sendo sua maioria muçulmana.
A cidade tem certa importância econômica por abrigar um dos principais portos do país.

## Referência
- https://en.wikisource.org/wiki/1911_Encyclop%C3%A6dia_Britannica/Obok (em inglês)